# ビアリーグ
ビアリーグは、アイスホッケーの愛好家によって行う派生スポーツである。いわゆる「草アイスホッケー」で、アイスホッケー発祥地・カナダではこの草アイスホッケーを楽しみ、試合や練習が終わればビールや酒などを飲んで疲れをいやし、人々とのふれあいを楽しむという風習がなされている。
本格的なプロ・アイスホッケーで行うような「ボディーチェック」（ボディーアタックとも）はルールとして禁止している以外はプロと同じルールで行っており、試合の時間も通常の半分（30分）で行う。
日本では北海道を中心にこの「ビアリーグ」と呼ばれる草アイスホッケーチームが存在し、特に苫小牧市の苫小牧ビアリーグ普及委員会が、ビアリーグの大会を積極的に開催し、アイスホッケーの普及に努めている。